# Catherine Roberge
Pour les articles homonymes, voir Roberge.
Catherine Roberge, née le 8 février 1982 à Charlesbourg, est une judokate canadienne.
Elle est récipiendaire, en 2004, de la Médaille de l'Assemblée nationale.

## Palmarès international en judo
| Jeux panaméricains         | Jeux panaméricains | Jeux panaméricains |
| Année                      | Médaille           | Catégorie          |
| -------------------------- | ------------------ | ------------------ |
| 2007                       | bronze             | –70 kg             |
| 2011                       | argent             | –78 kg             |
| 2005                       | bronze             | –78 kg             |
| Championnats panaméricains |                    |                    |
| Année                      | Médaille           | Catégorie          |
| 2005                       | bronze             | –70 kg             |
| 2006                       | bronze             | –70 kg             |
| 2008                       | bronze             | –70 kg             |
| 2010                       | bronze             | –78 kg             |
| 2013                       | argent             | –78 kg             |
| 2014                       | argent             | –78 kg             |
| Jeux du Commonwealth       |                    |                    |
| Année                      | Médaille           | Catégorie          |
| 2002                       | argent             | –70 kg             |